# Corbère-les-Cabanes
Corbère-les-Cabanes é uma comuna francesa na região administrativa da Occitânia, no departamento dos Pirenéus Orientais. Estende-se por uma área de 4.14 km², com 1.056 habitantes, segundo o censo de 2018, com uma densidade de 260 hab/km².